# × Andreettara
×Andreettara é um género botânico pertencente à família das orquídeas (Orchidaceae).